# Женска рукометна репрезентација Гренланда
Женска рукометна репрезентација Гренланда у организацији Рукометног савеза Гренланда представља Гренланд у рукомету на свим значајнијим светским и континенталним такмичењима.

## Успеси репрезентације

### Наступи наОлимпијским играма
- До сада нису наступали на Олимпијским играма у женском рукомету.

### Наступи наСветским првенствима
| Година | Турнир    | Пласман   | ИГ | П | Н | И  | ГД  | ГП  | ГР   |
| ------ | --------- | --------- | -- | - | - | -- | --- | --- | ---- |
| 2001.  | Први круг | 24. место | 5  | 0 | 0 | 5  | 77  | 152 | -75  |
| 2023.  | Први круг | 32. место | 7  | 0 | 0 | 7  | 130 | 231 | -101 |
| Укупно | 2 учешћа  | 24. место | 12 | 0 | 0 | 12 | 207 | 383 | -176 |

### Наступи наПанамеричким првенствима
- До сада нису наступали на Панамеричким првенствима у женском рукомету.